# Paramuricea spinosa
Paramuricea spinosa is een zachte koraalsoort uit de familie Plexauridae. De koraalsoort komt uit het geslacht Paramuricea. Paramuricea spinosa werd in 1865 voor het eerst wetenschappelijk beschreven door Kölliker. 